# Gacki (powiat staszowski)
Gacki – wieś w Polsce położona w województwie świętokrzyskim, w powiecie staszowskim, w gminie Szydłów.
W latach 1975–1998 miejscowość należała administracyjnie do województwa kieleckiego.
Wieś tworzy sołectwo.

## Współczesne części wsi
Poniżej w tabeli wymieniono integralne części wsi Gacki (0274619) z aktualnie przypisanym im numerem SIMC (zgodnym z Systemem Identyfikatorów i Nazw Miejscowości) z katalogu TERYT (Krajowego Rejestru Urzędowego Podziału Terytorialnego Kraju).
| SIMC    | Nazwa       | Rodzaj             |
| ------- | ----------- | ------------------ |
| 0274625 | Folwark     | część miejscowości |
| 0274631 | Gacki Dolne | część miejscowości |
| 0274648 | Gacki Górne | część miejscowości |
| 0274654 | Gacki Nowe  | część miejscowości |
| 0274660 | Kuców       | część miejscowości |
| 0274677 | Pastwisko   | część miejscowości |
| 0274683 | Strzeleckie | część miejscowości |

## Dawne części wsi – obiekty fizjograficzne
W latach 70. XX wieku przyporządkowano i opracowano spis lokalnych części integralnych dla Gacek zawarty w tabeli 2.

| Nazwa wsi – miasta | Nazwy części wsi – miasta                                                                   | Nazwy obiektów fizjograficznych – charakter obiektu |
| ------------------ | ------------------------------------------------------------------------------------------- | --- |
| I. Gromada SZYDŁÓW |                                                                                             | |
| 1. Gacki           | 1. Folwark 2. Gacki Dolne 3. Gacki Górne 4. Gacki Nowe 5. Kuców 6. Pastwisko 7. Strzeleckie | 1. Dobra Woda — łąka 2. Kierdówka — łąka 3. Korytka — pole 4. Na Kucowie — pole 5. Ogrody — łąka 6. Pod Lasem — łąka 7. Smugi — pole 8. Strzeleckie — pole 9. U Granic — pole |

## Historia
Gacki, wieś i folwark w powiecie stopnickim, gminie i parafii Szydłów. W 1880 r. posiadał szkołę początkową. 
W r. 1827 było tu 41 domów i 286 mieszkańców. Folwark należał do Borkowskiego.

## Osoby związane z Gackami
Marian Palmąka – polski działacz ludowy, żołnierz Batalionów Chłopskich.
Marian Czapla – malarz i grafik.